# Only Love Can Hurt Like This
«Only Love Can Hurt Like This» —en español, «Solo el amor puede doler así»— es una canción de la actriz y cantante británica Paloma Faith, escrita por Diane Warren, quien ha sido nominada en seis ocasiones a los Premios Óscar. Fue lanzada como el segundo sencillo para promocionar su tercer álbum de estudio, A Perfect Contradiction (2014), el 11 de mayo de 2014, que fue promovido en programas como Alan Carr: Chatty Man.
La canción alcanzó el número 6 en el Reino Unido, lo que la convierte en el pico más alto de Faith hasta la fecha, superando en 2012 a su sencillo «Picking Up the Pieces». En Australia se lanzó el 21 de julio de 2014 después de ser utilizado para la serie de drama Winners & Losers. También alcanzó la posición número uno en la lista ARIA Singles Charts de Australia el 26 de julio de 2014. También llegó al número 3 en la lista de sencillos de Nueva Zelanda (Recorded Music NZ), es el primer top diez de Faith y su pico más alto hasta la fecha.

## Antecedentes y composición
«Only Love Can Hurt Like This» fue escrita por Diane Warren, quien ha escrito canciones previamente para Whitney Houston, Cher, Christina Aguilera y Britney Spears. Warren también ha escrito una canción con un título sinónimo, «Nothing Hurts Like Love», interpretada por Daniel Bedingfield. La canción «Only Love Can Hurt Like This» fue estrenada en una versión acústica en Amazon.com, y más tarde fue presentado en un desfile de moda de Burberry en febrero de 2014; más adelante este rendimiento se puso a disposición en iTunes Store.
La canción ha sido descrita como una balada de los años sesenta con influencia Motown y es en gran parte una canción acústica que ofrece sólo piano y batería, ampliando para incluir coros y un uso intensivo de violines en los coros finales.

## Videoclip
El 25 de abril, Faith ha subido un teaser del vídeo oficial en su cuenta oficial de Instagram, e informó que el video estaría listo para lanzarse el 28 de abril de 2014. El video oficial de la canción es autoría de Denna Cartamkhoub y Paul Gore (directores del video musical «Can't Rely on You»), e incluía una advertencia de orientación parental por contenido sexual explícito.

## Usos en los medios de comunicación
La pista fue utilizada en el video promocional para la próxima temporada de 2015 de la popular telenovela de Nueva Zelanda, Shortland Street.
Paloma Faith interpretó «Only Love Can Hurt Like This» en los BRIT Awards 2015 que se celebró el 25 de febrero de 2015.

## Posicionamiento en listas y certificaciones
| País          | Lista                   | Mejor posición |      |
| 2014          | 2014                    | 2014           | 2014 |
| ------------- | ----------------------- | -------------- | ---- |
| Australia     | ARIA Singles Chart      | 1              |      |
| Escocia       | Scottish Singles Top 40 | 5              |      |
| Irlanda       | Irish Singles Chart     | 26             |      |
| Nueva Zelanda | Recorded Music NZ       | 3              |      |
| Reino Unido   | UK Singles Chart        | 6              |      |
| 2015          |                         |                |      |
| Australia     | ARIA Singles Chart      | 48             |      |
| Escocia       | Scottish Singles Top 40 | 24             |      |
| Reino Unido   | UK Singles Chart        | 32             |      |

### Certificaciones
| País          | Organismo certificador | Certificación | Simbolización | Ventas  | Ref.   |
| ------------- | ---------------------- | ------------- | ------------- | ------- | ------ |
| Australia     | ARIA                   | 3× Platino    | 3▲            | 210 000 | [ 12 ] |
| Nueva Zelanda | RMNZ                   | Platino       | ▲             | 15 000  | [ 13 ] |
| Reino Unido   | BPI                    | Platino       | ●             | 600 000 | [ 14 ] |